# Johan Bouman
Pour les articles homonymes, voir Bouman.
Jan Bouman (né le 28 août 1706 à Amsterdam et mort le 6 septembre 1776 à Berlin) fut d’abord charpentier de marine, puis architecte naval aux Pays-Bas, (Provinces-Unies), avant de devenir architecte urbaniste au service du roi de Prusse à Potsdam et à Berlin. C’est la partie prussienne de sa vie qui le fera passer à la postérité puisqu’il signe des bâtiments célèbres comme l’université Humboldt de Berlin, l’Église française de Potsdam ou le quartier hollandais de Potsdam devenu une vitrine touristique de la capitale brandebourgeoise. Bouman représente le baroque tardif marqué par sa sobriété et son austérité si caractéristique. Il réalisa souvent les projets de Knobelsdorff. Il existe à Potsdam la Maison Jan Bouman (de) dans le quartier hollandais qui fait office de musée consacré à l'architecte hollandais. En 2006, on y  a fêté les « 300 ans Jan Bouman » avec une exposition spéciale consacrée à l’homme et à ses travaux.

## Biographie

### Sa première activité sur les chantiers navals des Provinces-Unies

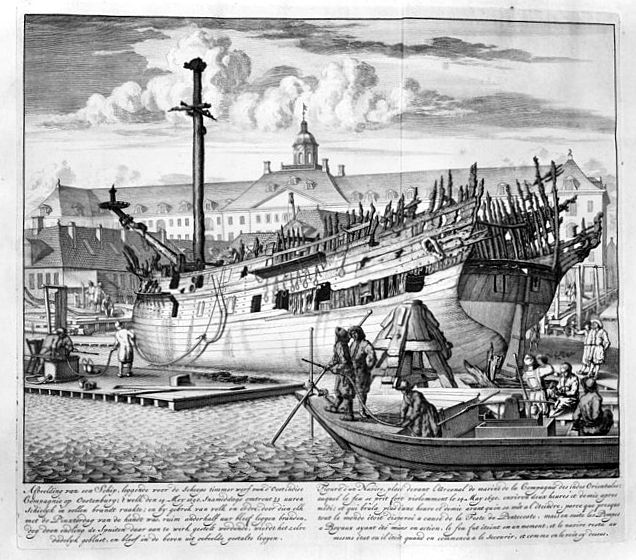
Gravure représentant le chantier naval d’Oostenburg - Amsterdam

Jan Bouman était le fils  du charpentier Michiel Bouman. Il suivit les traces de son père en suivant une formation de maître-charpentier qui l’autorisait à bâtir des maisons de manière autonome. En 1732, il épousa Anna Johanna van Lohuijsen à Amsterdam.

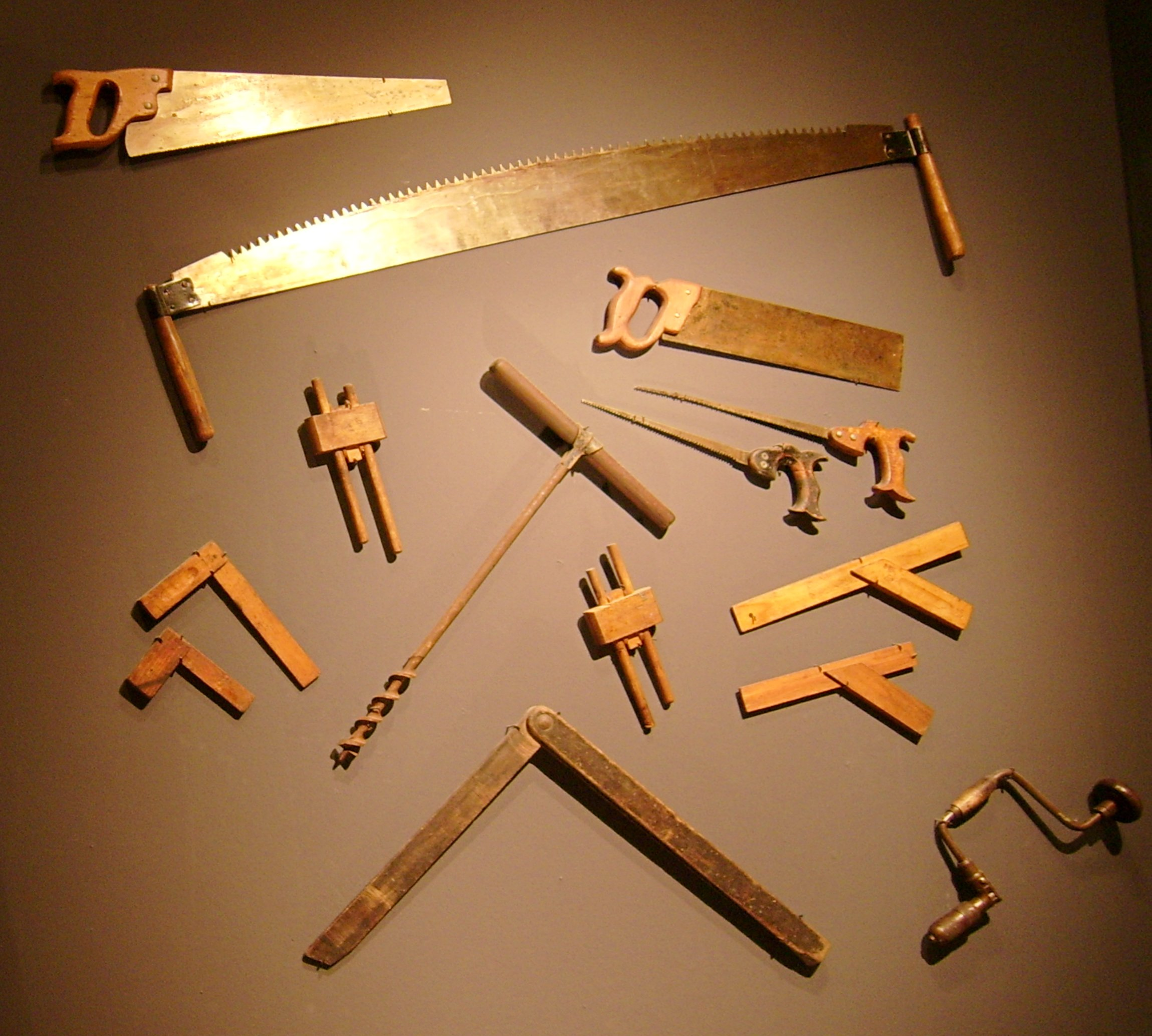
Outils du charpentier de navire.

Au XVIIe siècle, la République des sept Provinces-Unies était considérée dans toute l’Europe comme la nation de la construction navale par excellence.
La plupart des royaumes du continent achetaient et commandaient leurs navires de guerre à des arsenaux et chantiers navals néerlandais  comme la France ou la Suède. Le souverain français envoya trois délégations en Hollande pour observer l’organisation des arsenaux et acquérir les techniques de construction navale développées par les architectes navals et les maîtres-charpentiers de navire néerlandais. Ils revinrent en France avec un nouveau savoir-faire à faire fructifier, notamment en créant une École de la Marine en 1741. Le tsar Pierre le Grand visita les Provinces-Unies après son séjour en Angleterre, l’autre nation spécialiste de la marine en Europe, à la fin du XVIIe siècle. Son but était d’en apprendre davantage sur la construction navale et recruter des charpentiers de navire.
Les offres d’emploi proposées par les rois et souverains européens aux artisans hollandais étaient par conséquent monnaie courante à cette époque, créant ainsi une certaine mobilité dans cette catégorie professionnelle. Ce fut le cas de Hendrik Hybertszoon († mai 1627) pour la construction du Vasa en Suède ou les artisans hollandais à Saint-Pétersbourg. Johan Bouman appartient donc à ces spécialistes des métiers de la construction navale recrutés par des monarques, à la différence près que celui-ci ne fera pas des bateaux, mais des maisons civiles et de monuments dans le cadre de l’extension dite baroque de Potsdam et plus particulièrement du quartier hollandais. De prime abord, l’observateur contemporain peut être quelque peu désorienté par le fait qu’un constructeur de navire passe sans aucune formation complémentaire des navires à l’architecture urbaine sachant que les points communs entre les deux disciplines ne sont pas vraiment apparents de nos jours.
Les centres principaux de la construction navale aux Pays-Bas étaient :
- Walcheren : Flessingue, Middelbourg et Veere ;
- Maasmond, Rotterdam, Dordrecht, Amsterdam ;
- Zaanstreek, Edam ;
- Frise occidentale : Hoorn, Enkhuizen, Medemblik et Harlingen.

Alors que les chantiers  navals des amirautés et ceux de la Compagnie néerlandaise des Indes orientales ressemblaient davantage à des sites fortifiés (Middelburg, Rotterdam, Delfshaven, Amsterdam, Hoorn, Enkhuizen et Harlingen) qui disposaient de leurs propres règlements et règles de sécurité, tous les autres chantiers navals appartenaient à des architectes navals privés, donc des petites structures.
Les métiers que l’on rencontrait à cette époque dans les chantiers navals européens étaient les suivants :
- architecte naval ou constructeur de vaisseaux ;
- charpentier de marine[N 6] ou encore charpentier de navires[N 7] ;
- maître-voilier ;
- maître-mâteur ;
- maître-sculpteur ;
- maître-calfat ou calefeutrier ;
- cadenier  (fabriquant chaînes et ferronnerie pour navires) ;
- cordier ;
- boulinier (cordier pour halage).

Le commerce du bois et les scieries étaient en étroite collaboration avec les chantiers navals. Des grandes quantités de bois provenaient d’Allemagne, de Norvège, des Pays baltes ou du massif des Vosges en France pour alimenter les centres de construction navale néerlandais. Elles étaient acheminées par bateau ou par flottage. Les architectes navals étaient par voie de conséquence des négociants de bois et propriétaires de ces scieries. 
Leurs compétences professionnelles ne s’arrêtaient pas aux seules techniques de construction de navire ; de par leurs fonctions multitâches, ils acquirent des savoir-faire susceptibles d’être investis dans tous les domaines nécessitant le sens de l’organisation, du négoce et du management. Ce sont les compétences recherchées par le roi de Prusse pour construire un quartier d’esprit hollandais.
Johan Bouman représente le profil et le parcours professionnel d’un maître-charpentier néerlandais comme il en a existé beaucoup. C’est uniquement grâce à la proposition du roi de Prusse que son destin a soudainement changé et qu’il devint architecte pour une cour royale. Il travailla d’abord auprès de son père comme apprenti constructeur de barques et chalands (schuitmakersknecht), puis il devint charpentier de navire. Il prit à la suite de son père la direction d’un arsenal particulier et fit ensuite l’acquisition de son propre chantier naval à Veenwouden ; la prochaine étape de sa carrière fut de devenir maître-charpentier dans son propre arsenal.

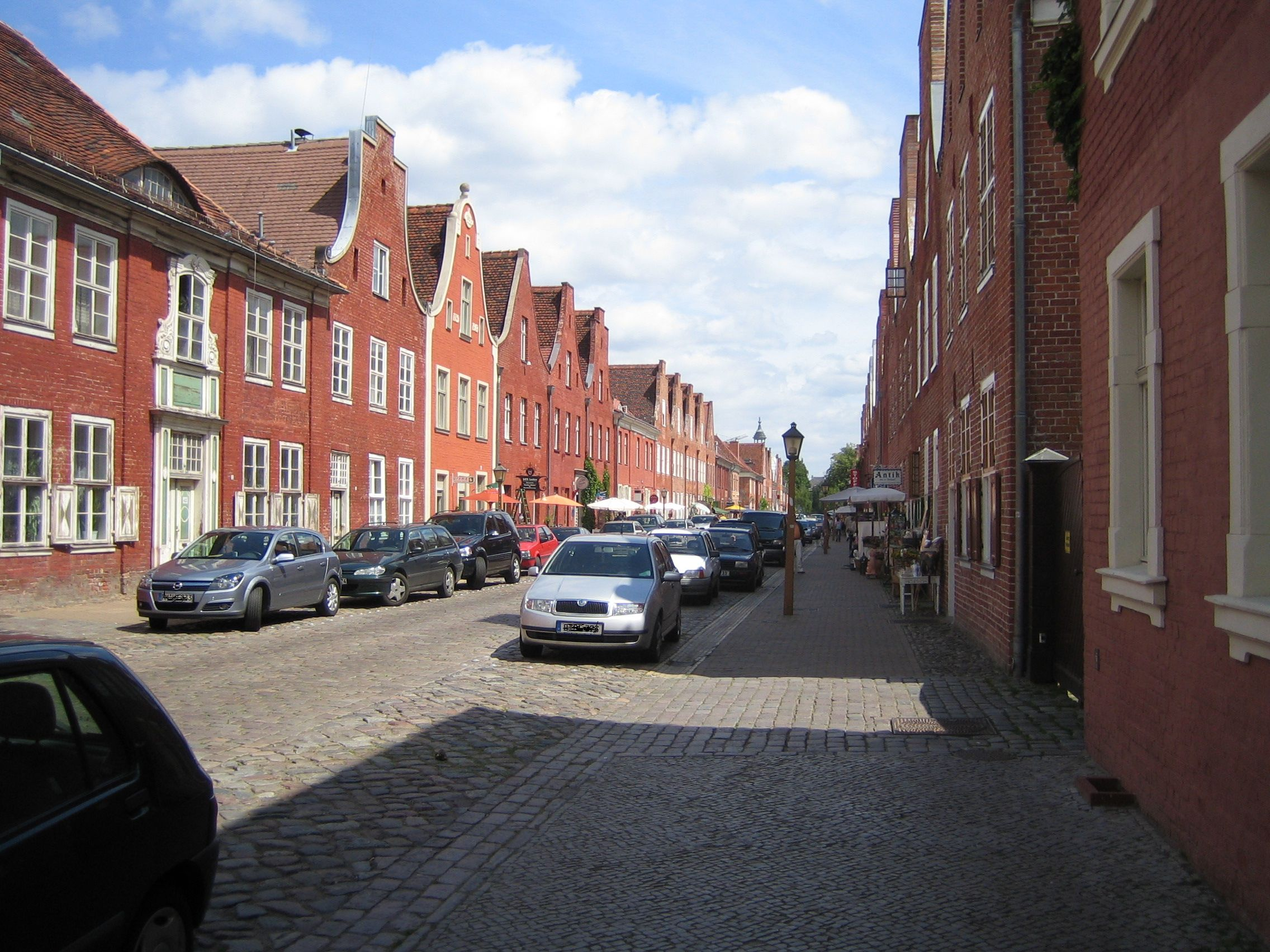
Quartier hollandais à Potsdam

### Sa reconversion en architecte-urbaniste en Prusse

#### Châtelain et maître d’ouvrage à Potsdam

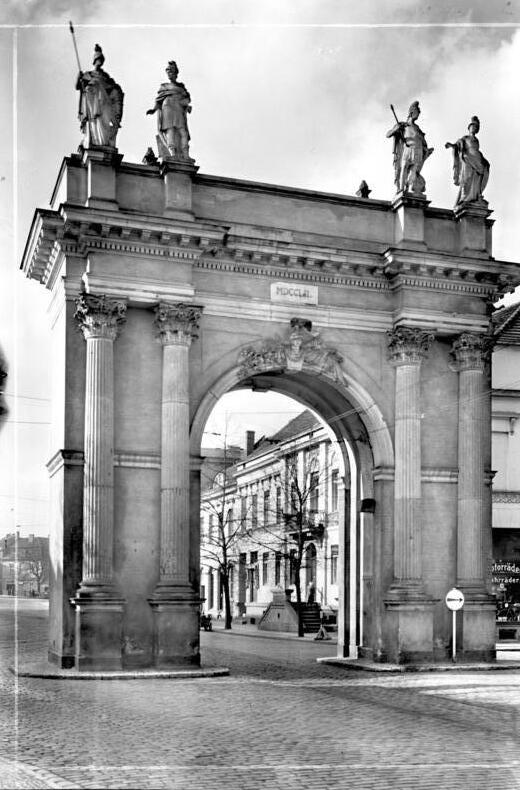
Porte de Berlin à Potsdam, 1928

Jan Boumann quitte les  Provinces-Unies en 1732 pour la réalisation d’un quartier au cachet hollandais souhaité par le roi Frédéric-Guillaume II de Prusse et mise en œuvre par  son héritier Frédéric II de Prusse. La néerlandophilie était à la mode au XVIIIe siècle en Prusse. Afin d’attirer les artisans hollandais très attachés à leur patrie, les souverains prussiens pensaient pouvoir les amadouer en reproduisant un paysage hollandais avec maisons à pignon frontal rappelant soit les maisons alignées le long de canaux, soit les maisons des quartiers-jardins (« hofjes »).
Jan Bouman arrive avec son frère Dirck (1713-1776), lui-même charpentier. Leur frère Abraham (1709 - vers 1741) les rejoint en 1735 à Potsdam où il travaillera comme orfèvre. De nombreux artisans du quartier hollandais ne resteront pas une fois le travail fini. Les Bouman feront exception car une bonne partie de la fratrie restera et finira ses jours à Potsdam. Leurs enfants fonderont des familles avec des locaux aux diverses fonctions au sein de la cour royale.
Contrairement aux artisans hollandais ou d’autres nations qui résidaient dans le quartier hollandais spécialement bâti pour eux, Jan Bouman n’y vécut pas. En sa qualité de châtelain (Schlosskastellan), il logeait au château de Potsdam.
Il attendra longtemps avant d’obtenir une promotion dans la hiérarchie très jalousée des architectes gravitant autour du roi de Prusse. Les relations amicales qui régnaient entre Jan Bouman et Georg Wenzeslaus von Knobelsdorff se sont tendues car, selon le premier, le second recevait toujours les commandes les plus prestigieuses. Bouman n’était que le maître d’œuvre ou architecte en second de la cour (« Hofbaumeister »). À ce titre, il devait réaliser les travaux lancé par Knobelsdorff, comme d’ailleurs Andreas Krüger, également « Hofbaumeister ».

Bâtiment central de l'université Humboldt à Berlin

#### Oberbaudirektor à Berlin
À partir de 1748, Bouman est nommé directeur en chef des travaux de construction mis en œuvre par le « Baucomtoir » (bureau d’architectes) de Potsdam.
Il poursuit ses travaux à Potsdam et gère en même temps les chantiers à Berlin.
En 1752, il conçoit et fait construire à Potsdam la « porte de Berlin ». Dans la foulée, il conduit les travaux de la Friedrichskirche dans le quartier des tisserands et dirige la construction du vieil hôtel de ville de Potsdam.
À Berlin, il bâtit une nouvelle cathédrale en lieu et place de l’ancien édifice sur l’île de la Spree. Il conçoit et dirige les travaux du Palais du Prince Henri, qui deviendra le bâtiment principal de l’université Humboldt de Berlin sur la célèbre avenue Unter den Linden.
Tout proche de l'université se trouve également le bâtiment de l'Académie des arts (« Akademiengebäude »), bâtiment à usages multiples, construit sous le prince-électeur Frédéric de Brandebourg par l'architecte Rehring en 1690. Il avait une forme rectangulaire allongée et entourait deux cours intérieures. À la suite d'un incendie qui ravagea une partie du bâtiment, le roi de Prusse Frédéric II confia à Jan Bouman la tâche de rénover complètement la façade du bâtiment côté Unter den Linden.
En 1755, le roi le nomme « Oberbaudirektor » chargé des travaux à Berlin et Potsdam. Il déménagea à Berlin pour s’acquitter de cette tâche. Frédéric II lui  demanda de construire des façades représentatives et imposantes aussi bien pour les nouveaux palais que pour les maisons et bâtiments richement décorés. L’exemple de la façade du palais Prince Henri (1748-56) à Berlin  illustre bien cette tendance souhaitée par le monarque : on observe les pilastres et la proéminence de colonnes classiques.
L’église française de Potsdam a été initialement dessinée par Georg Wenzeslaus von Knobelsdorff, mais les travaux eurent finalement lieu sous la direction de Boumann car Knobelsdorff est tombé malade.
En 1763, il réalise l’extension du château Schönhausen, la résidence d’été de la reine.
Sa dernière commande fut celle de construire la cathédrale Sainte-Edwige de Berlin qu’il paracheva entre 1770 et 1773 sur les plans de Jean-Laurent Legeay.
Les travaux de la Cathédrale Sainte-Edwige de Berlin, la seule église catholique de Berlin à cette époque, sont arrêtés en 1747 par manque d’argent. Ils sont repris en 1771 sur la base des plans et esquisses du roi lui-même qui s’est inspiré de la Maria Rotonda ou Panthéon à Rome. C’est Jan Bouman qui achève l’édifice en 1773, consacré la même année par l’évêque von Ermeland. Contrairement au Panthéon romain, elle n’est pas éclairée par le haut de la coupole, mais par six fenêtres latérales. Le portail  composé de colonnes ioniennes fut financé par le cardinal Quirini. C’est pourquoi l'on peut lire sur le fronton de l’église, au-dessus du portail, la devise suivante : « Fridireci regis clementiae monumentum Hedwigi  A.M. Quirinus S.R.E. card. Suo aere perfecit ».
Le chantier de la Bibliothèque royale est démarré le 28 février 1775 et la première pierre posée le 17 juillet 1775. Il fallut enfoncer 1200 pieux en 20 semaines. Comme l’Oberbaudirektor a 69 ans, l’exécution et la direction des travaux seront assurées par son fils aîné Georg Friedrich Boumann, alors âgé de 38 ans,, capitaine de l’artillerie et architecte. Georg Friedrich Bouman travaillera sous la responsabilité de collègues et successeurs de son père, Unger et Langhans.
Jan Boumann meurt en 1776 à Berlin. Il est inhumé dans une chapelle latérale de l’église paroissiale de Berlin.

## Ses travaux
Soit il en est l’auteur, soit il supervise les travaux ou prend le relais de projets lancés par des confrères comme Georg Wenzeslaus von Knobelsdorff, soit en collaboration avec d’autres architectes bien implantés dans les deux résidences royales prussiennes : 
- Carl Gotthard Langhans[N 10] ;
- Andreas Schlüter[2],[N 11] ;
- Johann Arnold Nering[2],[N 12] ;
- Georg Christian Unger[2],[N 13].

Les réalisations de l’architecte Bouman sont nombreuses à Potsdam et à Berlin où il finira sa vie :
- de nombreuses maisons d’habitation, comme le petit quartier hollandais à Potsdam[19] ;
- la porte de Berlin à Potsdam ;
- l’hôtel de ville de Potsdam[19] ;
- le palais du Prince Henri, devenu le bâtiment principal de l’université Humboldt de Berlin[19] ;
- la deuxième cathédrale de Berlin[19] ;
- le portique de l'Église Saint-Nicolas de Potsdam[11] ;
- la cathédrale Sainte-Edwige de Berlin[20] ;
- la Maison de l'Académie : façade côté Unter den Linden ;
- les travaux au château de Sanssouci sous la direction de Georg Wenzeslaus von Knobelsdorff ;
- la Nouvelle Académie des Chevaliers[19] ;
- l'hôtel des Invalides[19] ;
- la Monnaie[19].

## Galerie

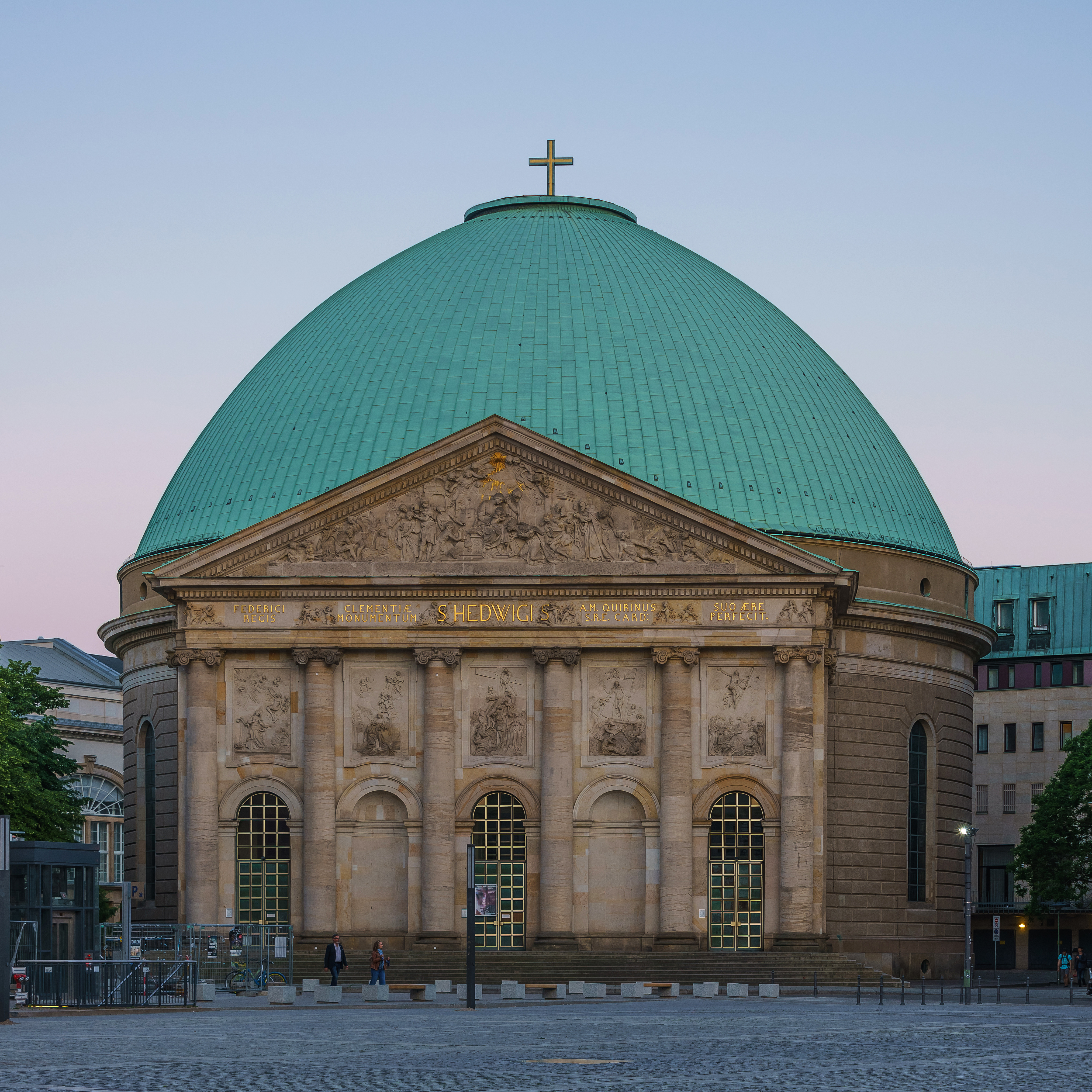
Cathédrale Sainte-Edwige de Berlin
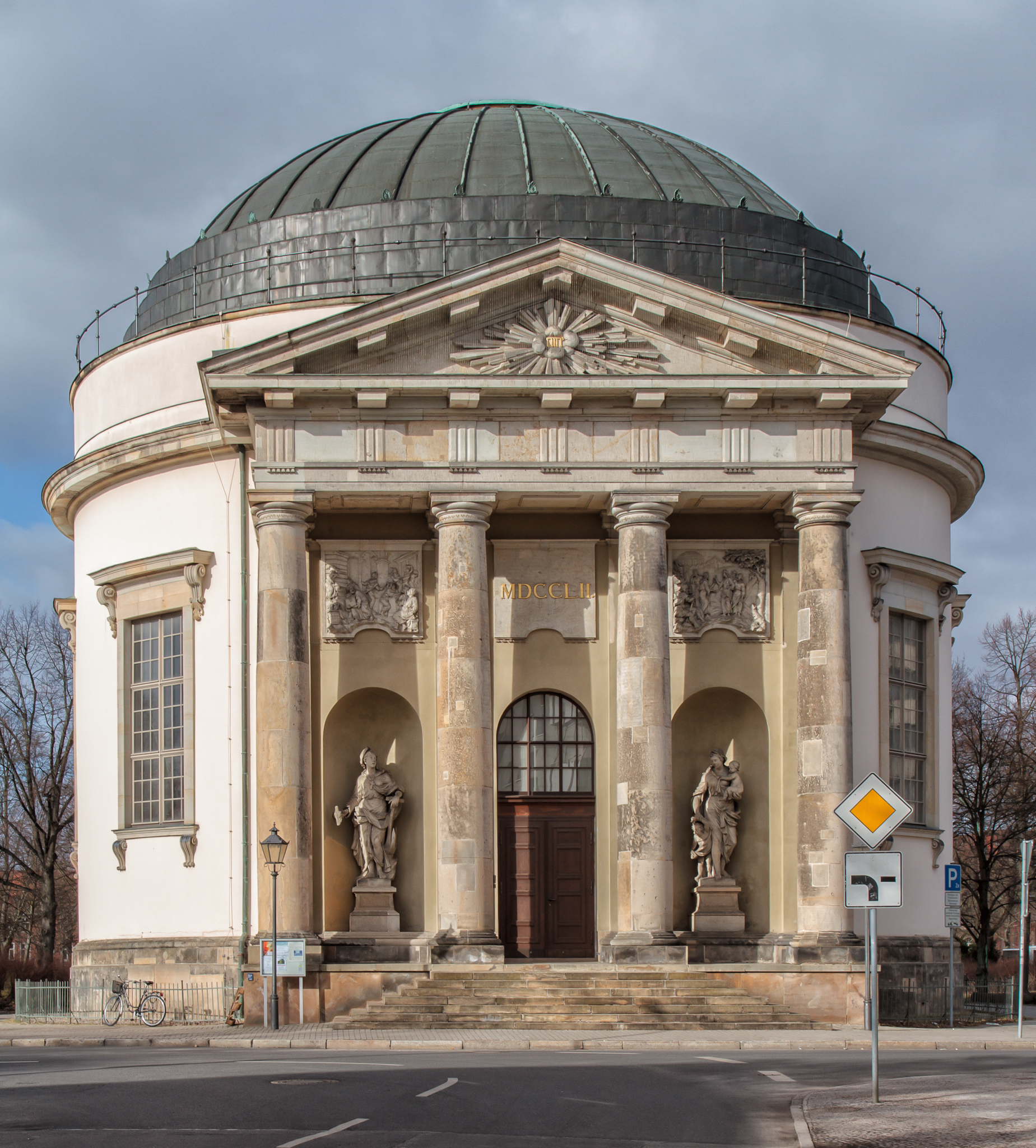
Église française de Potsdam
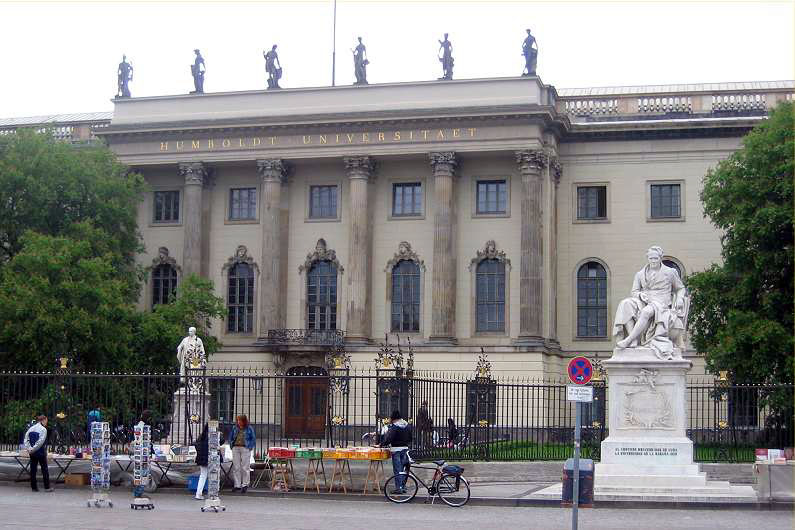
Palais du Prince Henri, université Humboldt de Berlin
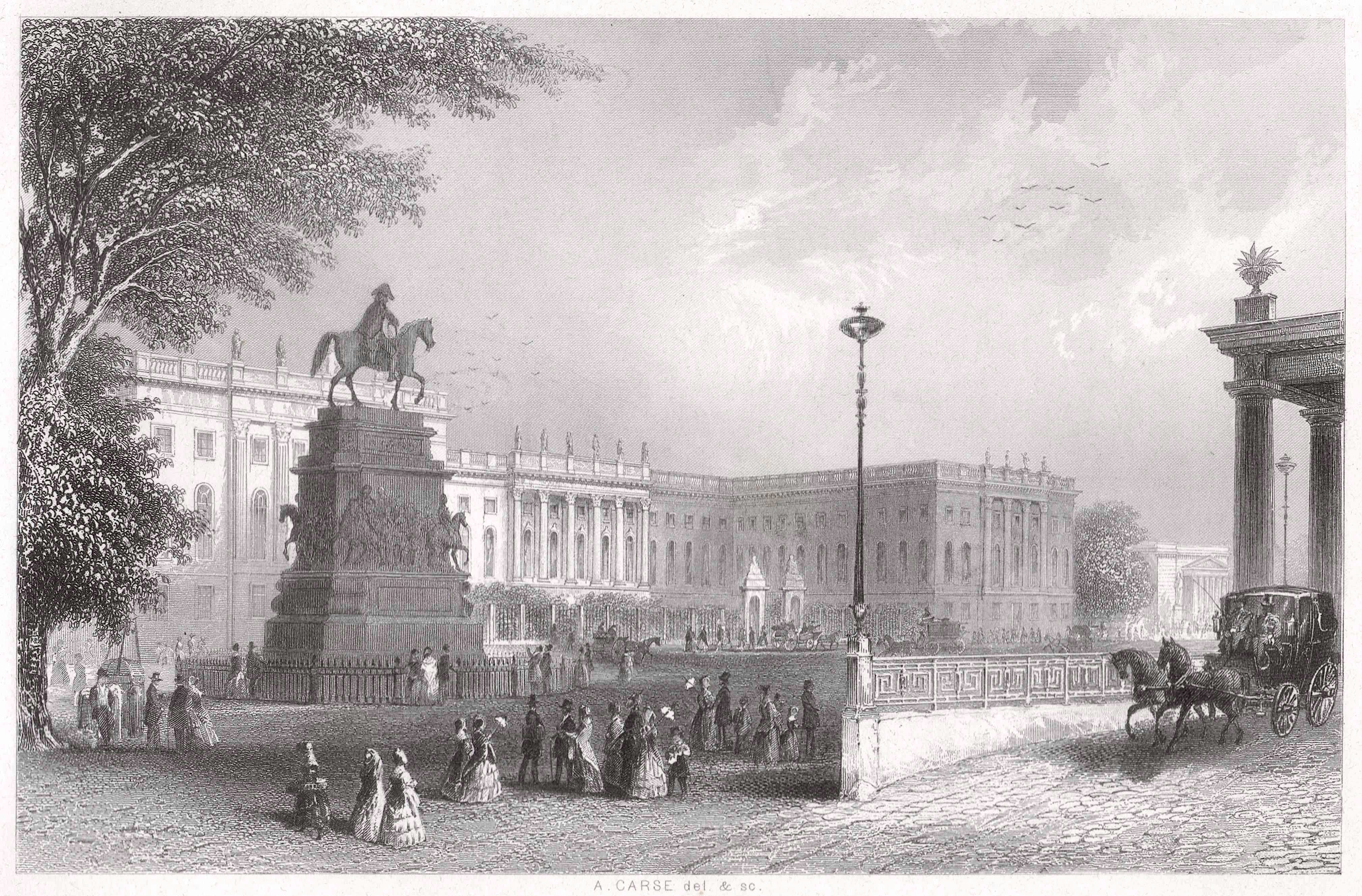
Ancien Palais du Prince Henri
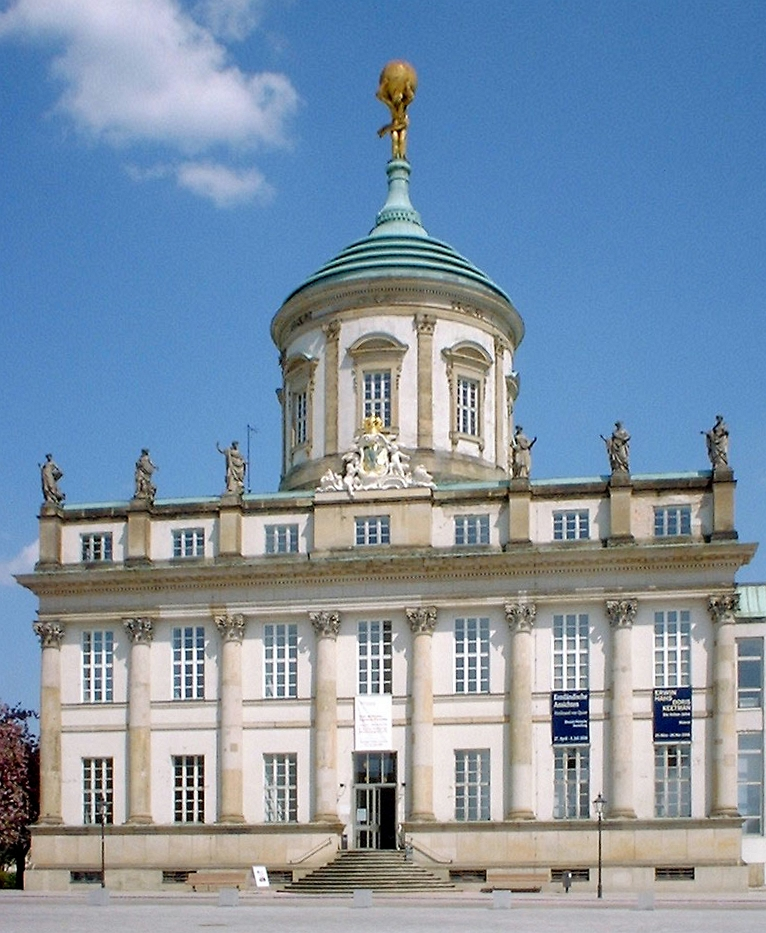
Ancien hôtel de ville de Potsdam, photo 2006
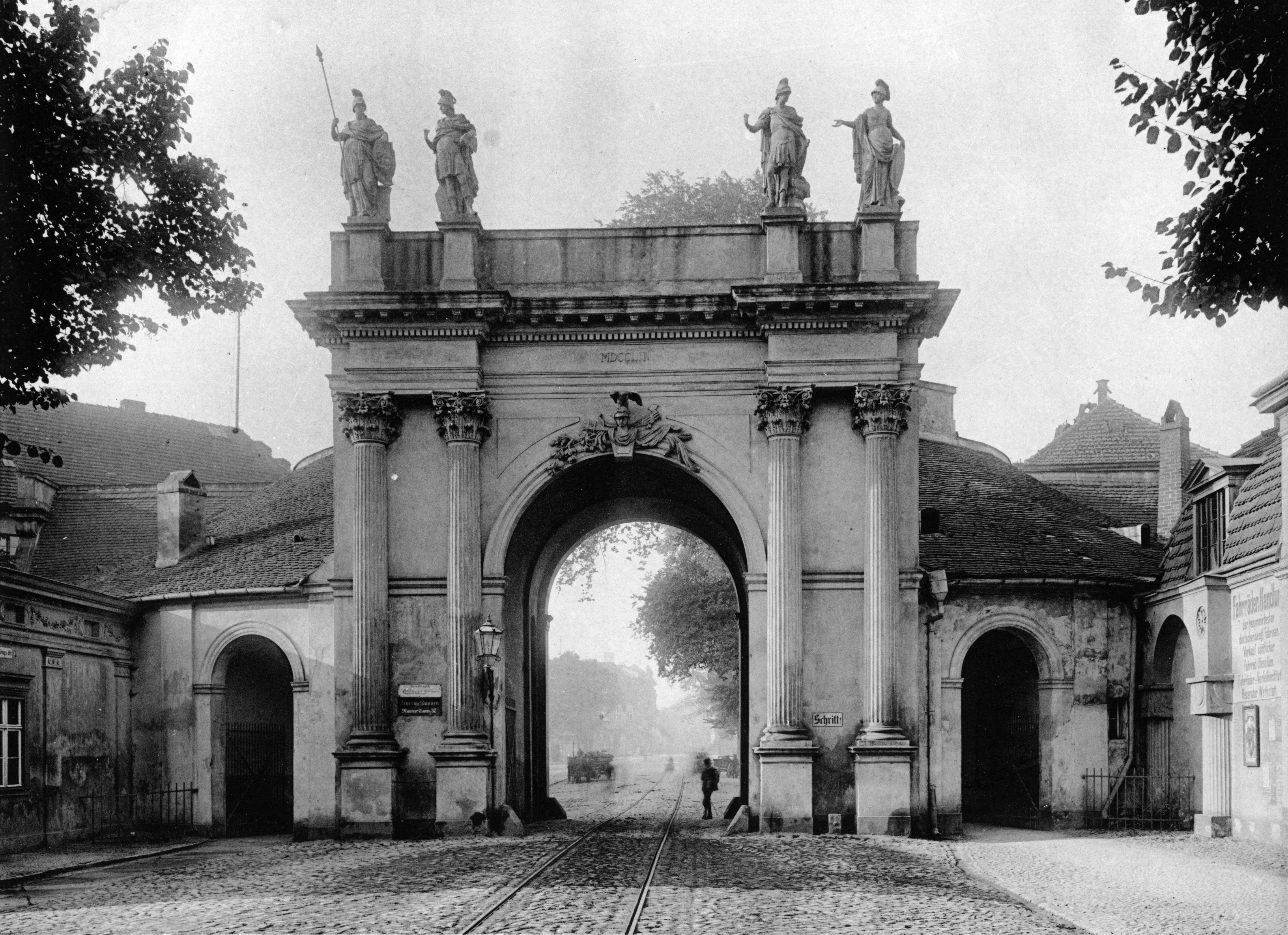
La porte de Berlin vers 1896
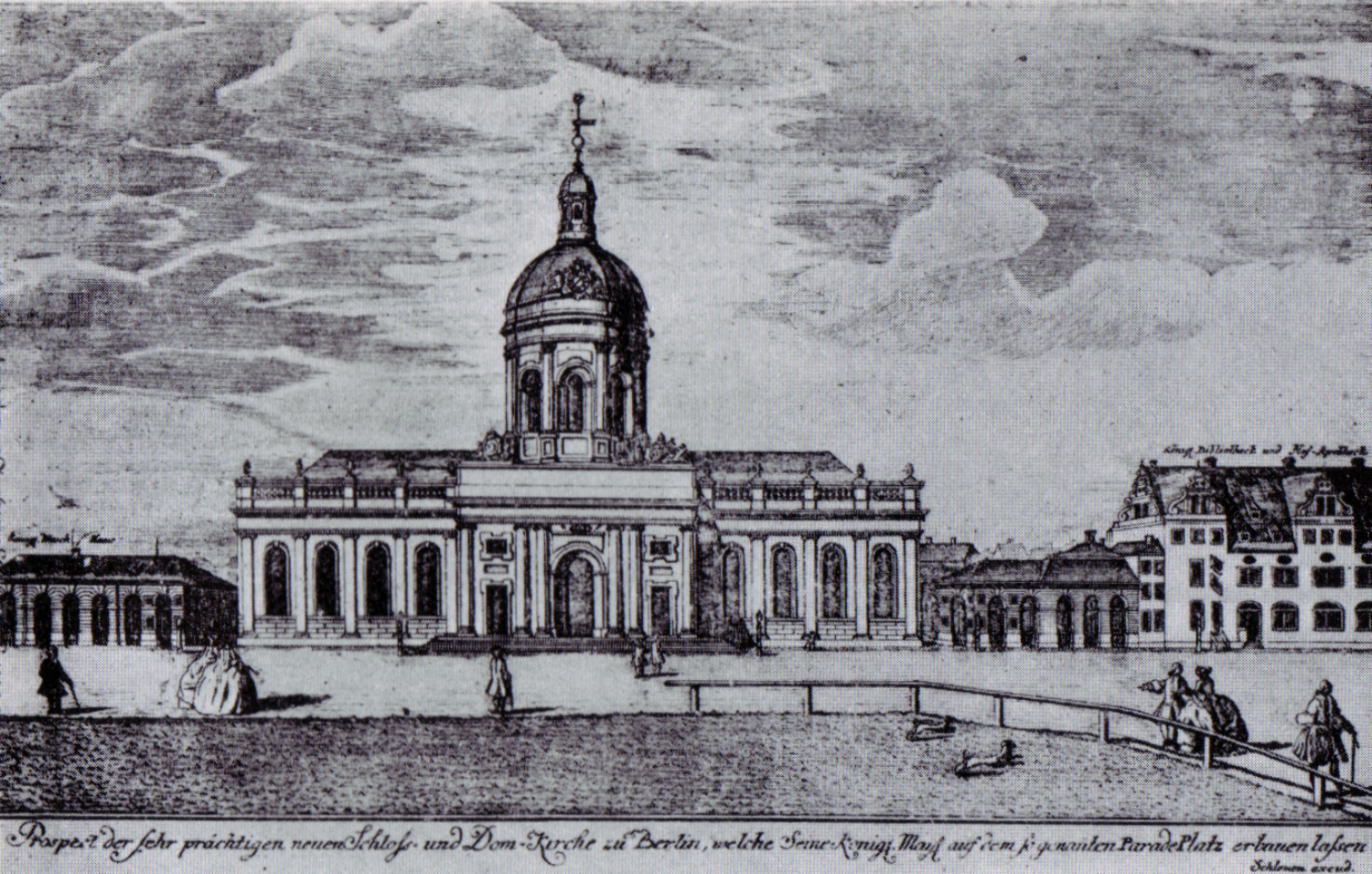
Cathédrale de Berlin au Lustgarten en 1750
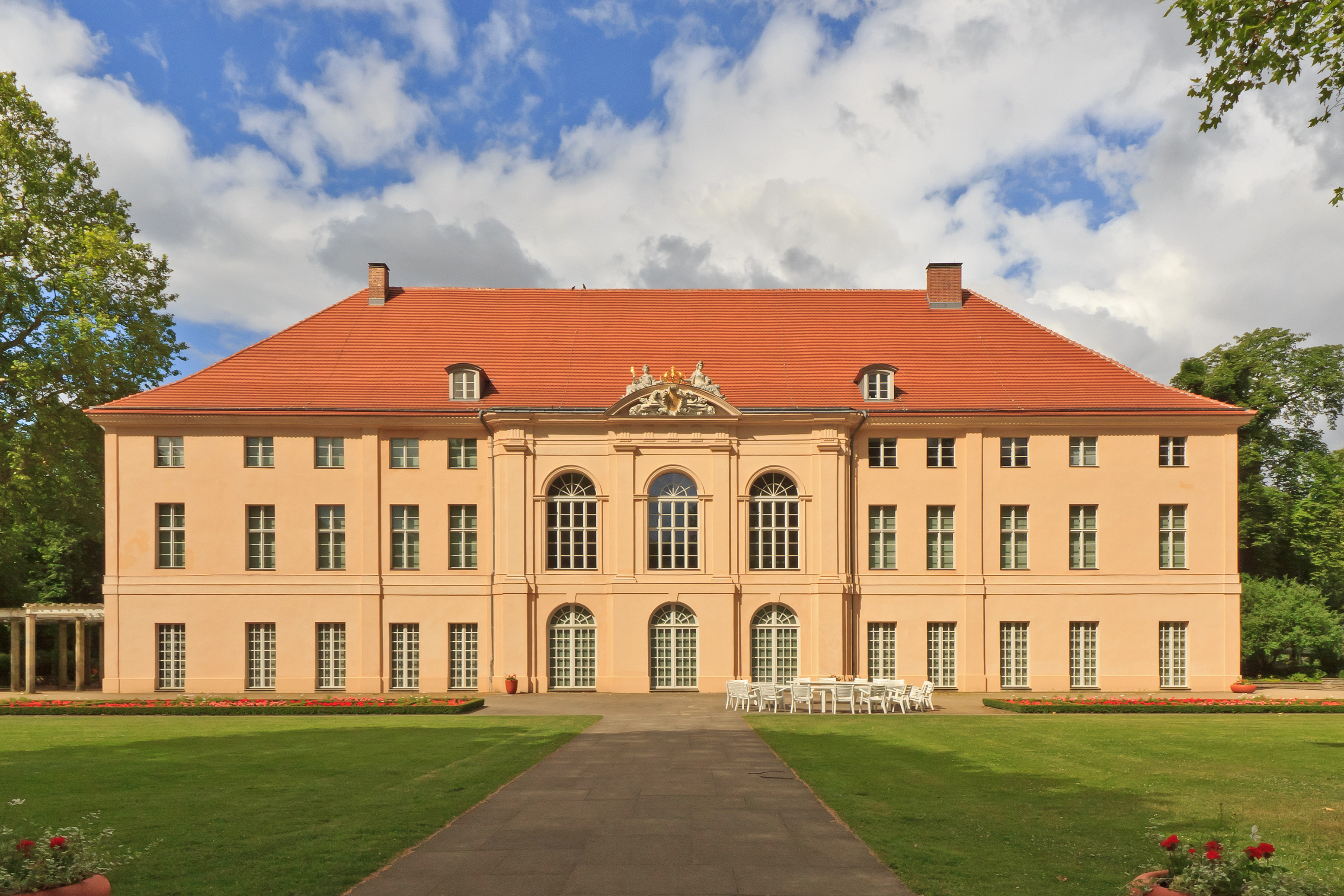
Château de Schönhausen en 2014
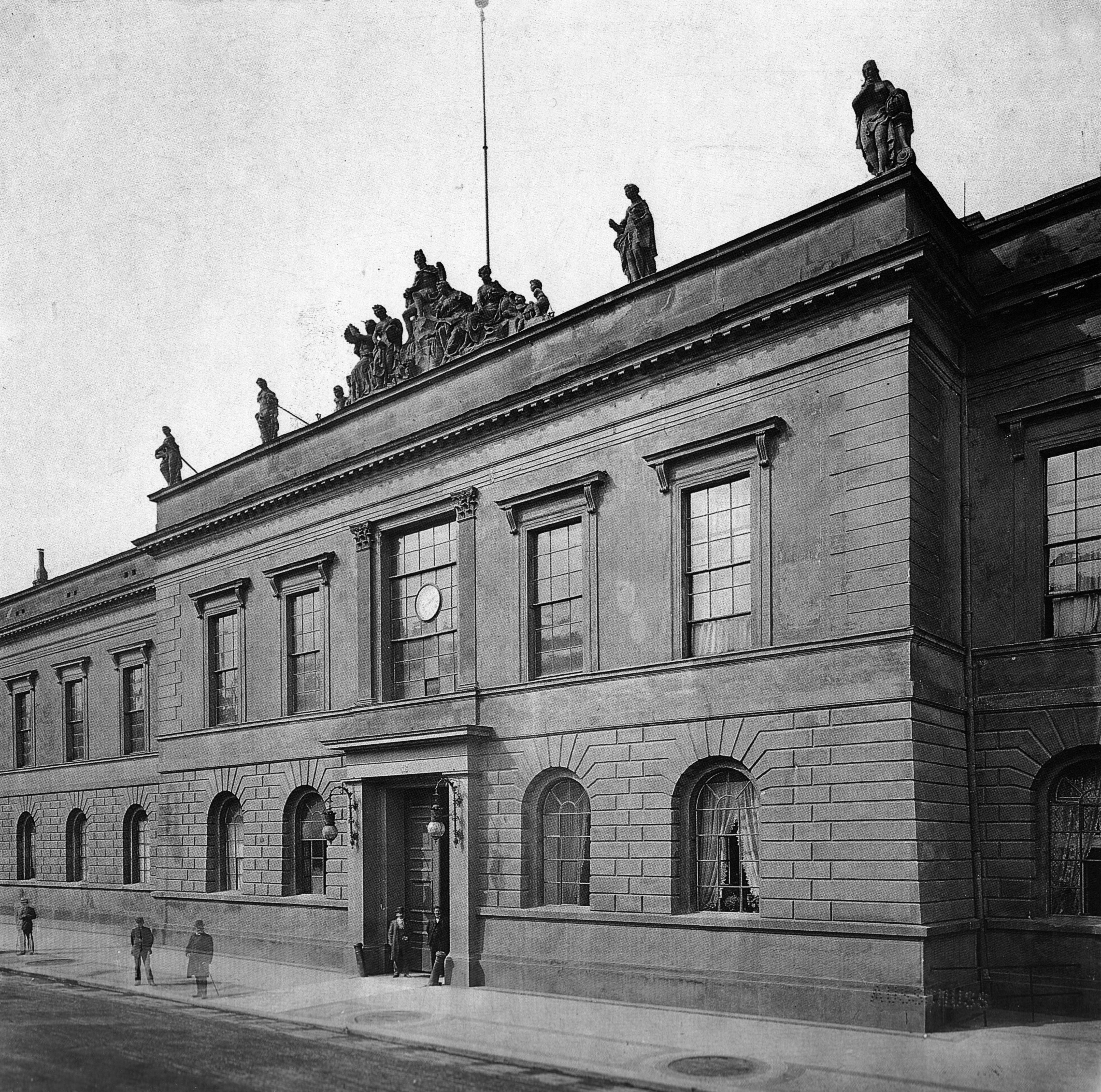
Maison de l'Académie des arts et des sciences démolie en 1904, sise Unter den Linden 8